# Gian-Emilio Malerba
Gian-Emilio Malerba (* 27. November 1880 in Mailand; † März 1926 ebenda) war ein italienischer Maler und einer der Begründer der Kunstrichtung Novecento.

## Leben
Malerba studiert Malerei an der Akademie in Brera und stellt dort erstmals 1906 aus. Nach einem ein Aufenthalt in Paris etabliert er sich in der lombardischen Kunstszene, die vom Impressionismus beeinflusst ist. 1913 erhält er den Premio Canonica. 1914 wird eine seiner Arbeiten von der Kunstsammlung des Hauses Savoyen (Collezioni sabaude) angekauft. 1916 erhält er die Goldmedaille des Unterrichtsministeriums. Der Kunstrichtung Futurismus fühlt er sich nicht verbunden, er gehört vielmehr zu den Begründern der Kunstrichtung des Novecento. Sie war als Gegenentwurf zum hektischen Futurismus gedacht und sollte eine „Rückkehr zur Ordnung“, Ruhe, Beschaulichkeit und mehr Gegenständlichkeit einleiten. Diese Kunstrichtung entsprang einer Initiative von Margherita Sarfatti, einer Geliebten Benito Mussolinis, die 1922 gemeinsam mit dem Galeristen Lino Pesaro sowie Malerba und den weiteren Künstlern Leonardo Dudreville, Achille Funi, Anselmo Bucci, Pietro Marussig, Ubaldo Oppi und Mario Sironi die Gruppo del Novecento gründete und im Jahr 1923 in der Galerie Pesaro in Mailand erstmals ihre Werke präsentierten. In der gleichen Galerie präsentiert er sich auch 1923 im Rahmen der Ausstellung Arte contemporanea italiana. Er stellt auch auf der XIII Biennale in Venedig aus.